# 戸部洋平
戸部 洋平（とべ ようへい、男性、1987年4月27日 - ）は、日本の元プロボクサー。第36代日本スーパーフライ級王者。三迫ボクシングジム所属。

## 来歴
千葉県鴨川市出身。
文理開成高校ボクシング部より拓殖大学に進み、4年次に地元で開催された全日本アマチュアボクシング選手権大会で3位入賞。国体では同年の新潟国体と翌年に地元で開催された千葉大会で2連覇。
2011年2月14日、後楽園ホールでプロデビューを果たし、韓国スーパーフライ級王者で東洋太平洋9位の鄭眞綺に1回KO勝利。
2011年10月10日、プロ3戦目で後のWBA世界スーパーフライ級王者河野公平に判定勝利。
2012年8月13日、プロ5戦目で赤穂亮が持つOPBF東洋太平洋スーパーフライ級王座に挑むが、8回TKO負け。
その後は1分け後、3連勝。
2014年4月14日、帝里木下の返上により空位となった日本スーパーフライ級王座決定戦として江藤大喜と対戦、9回TKOで王座を獲得。
2014年8月11日、石田匠を迎えるが、0-3判定で敗れ初防衛に失敗。
2015年12月14日、後楽園ホールでライアン・ビトと対戦し、8回3-0（79-74、2者が79-73）で判定勝ちを収め、再起に成功した。
2016年4月22日、イーストロンドンでルズコ・シヨとWBAインターコンチネンタルスーパーフライ級王座決定戦を行い、7回1分19秒KO勝ちを収め、王座を獲得した。
2016年7月28日、後楽園ホールで小浜雅哉とバンタム級8回戦を行い、4回2分13秒TKO勝ちを収めた。
2017年10月12日、後楽園ホールでタイ国スーパーフライ級6位のセーントーン・トーブアマートと対戦し、5回2分51秒TKO勝ちを収めた。
2018年3月3日、後楽園ホールで日本スーパーフライ級10位の長井一と52.5kg契約8回戦を行い、5回1分35秒TKO勝ちを収めた。
2018年6月9日、モンテレイのメヒコで元IBF・WBO世界ミニマム級統一王者でWBC世界スーパーフライ級12位のWBCラテンスーパーフライ級シルバー王者フランシスコ・ロドリゲス・ジュニアと対戦したが、2回2分33秒KO負けを喫し王座獲得に失敗した。
2018年12月20日付けで、日本ボクシングコミッションに引退届けを提出した。
2019年5月31日、後楽園ホールで引退式が執り行われ今後は故郷鴨川市で公務員として勤務する事になった。

## 戦績
- アマチュアボクシング：53戦43勝10敗[1]
- プロボクシング：17戦13勝(9KO)3敗1分

| 戦           | 日付           | 勝敗 | 時間    | 内容    | 対戦相手                           | 国籍             | 備考                                                    |
| ------------ | -------------- | ---- | ------- | ------- | ---------------------------------- | ---------------- | ------------------------------------------------------- |
| 1            | 2011年2月14日  | ☆    | 1R      | TKO     | チョン・ジンキ                     | 韓国             | プロデビュー戦                                          |
| 2            | 2011年6月13日  | ☆    | 2R      | KO      | ワンディー・シンワンチャー         | タイ             |                                                         |
| 3            | 2011年10月10日 | ☆    | 8R      | 判定3-0 | 河野公平（ワタナベ）               | 日本             |                                                         |
| 4            | 2012年2月13日  | ☆    | 8R      | 判定3-0 | ライアン・ビト（UNITED）           | フィリピン       |                                                         |
| 5            | 2012年8月13日  | ★    | 8R 2:58 | TKO     | 赤穂亮（横浜光）                   | 日本             | OPBF東洋太平洋スーパーフライ級タイトルマッチ            |
| 6            | 2013年2月11日  | △    | 8R      | 判定1-0 | リチャード・プミクピック           | フィリピン       |                                                         |
| 7            | 2013年4月16日  | ☆    | 3R 2:47 | TKO     | チャッチャイ・オーベンジャマット   | タイ             |                                                         |
| 8            | 2013年7月30日  | ☆    | 8R      | 判定3-0 | 阿知和賢（ワタナベ）               | 日本             |                                                         |
| 9            | 2013年10月19日 | ☆    | 5R 3:02 | TKO     | 石崎義人（真正）                   | 日本             |                                                         |
| 10           | 2014年4月14日  | ☆    | 9R 1:58 | TKO     | 江藤大喜（白井・具志堅S）          | 日本             | 日本スーパーフライ級王座決定戦                          |
| 11           | 2014年8月11日  | ★    | 10R     | 判定0-3 | 石田匠（井岡）                     | 日本             | 日本王座陥落                                            |
| 12           | 2015年12月14日 | ☆    | 8R      | 判定3-0 | ライアン・ビト（UNITED）           | フィリピン       |                                                         |
| 13           | 2016年4月22日  | ☆    | 7R 1:19 | KO      | ルズコ・シヨ                       | 南アフリカ共和国 | WBAインターコンチネンタルスーパーフライ級王座決定戦     |
| 14           | 2016年7月28日  | ☆    | 4R 2:13 | TKO     | 小浜雅哉（UNITED）                 | 日本             |                                                         |
| 15           | 2017年10月12日 | ☆    | 5R 2:51 | KO      | セーントーン・トーブアマート       | タイ             |                                                         |
| 16           | 2018年3月3日   | ☆    | 5R 1:35 | TKO     | 長井一（ワタナベ）                 | 日本             |                                                         |
| 17           | 2018年6月9日   | ★    | 2R 2:33 | KO      | フランシスコ・ロドリゲス・ジュニア | メキシコ         | WBCラテンアメリカシルバースーパーフライ級タイトルマッチ |
| テンプレート |                |      |         |         |                                    |                  |                                                         |

## 獲得タイトル
- 第36代日本スーパーフライ級王座（防衛0）
- WBAインターナショナルスーパーフライ級王座